# Business Support System
Pour les articles homonymes, voir BSS.
Un Business Support System (abrév. BSS) est un système informatique supportant l'ensemble des composants fonctionnels et activités qui définissent le métier d'un opérateur de télécommunications.
Les cas typiques d'activités qui comptent dans le cadre BSS d'un opérateur de télécommunications sont la gestion client (prise de commande, gestion des données), la gestion des données d'une commande, la facturation (billing), la tarification (rating), collecte des éléments de facturation, l'ordre de mise en service(B2B et B2C) vers le(s) OSSs. 
L'eTOM cartographie les processus métiers de l'opérateur de télécommunications. Dans le guide de modélisation et des recommandations des télécoms, eTOM (enhanced Telecom Operations Map), chaque domaine possède ses propres responsabilités liées aux données et aux services. Le système BSS s'appuie sur l'exploitation opérationnelle du réseau de télécommunications par l'OSS. Les plates-formes BSS et OSS doivent permettre la gestion des différents services de télécommunications de bout en bout quelles que soient les technologies réseaux nécessaires à l'établissement des services.
BSS pourrait être traduit en français par Système de Support Fonctionnel pour le différencier de OSS (Operations Support System), Système de Support Opérationnel ("Machine"). Le Support Opérationnel et le Support Fonctionnel faisant état actuellement de consensus pour désigner les fonctions des employés qui s'occupent de ces systèmes.
Le terme BSS ne se limite plus maintenant aux opérateurs de téléphonie mobile, fixe ou du câble, mais peut également s'appliquer aux prestataires de services dans tous les secteurs tels que les services publics.